# The Longest Journey
The Longest Journey (norsky Den lengste reisen) je klasická point&click adventura vyrobená norským Funcomem v roce 1999. Hra vyšla nejprve v norštině, poté byla přeložena do mnoha dalších jazyků, včetně ruštiny, češtiny, němčiny, italštiny a dalších jazyků. Pokračování, nazvané Dreamfall: The Longest Journey, vyšlo v květnu 2006.

## Příběh
Hlavní a jedinou hratelnou postavou je April Ryanová, osmnáctiletá studentka malířství na umělecké škole (VAVA), která se přestěhovala z venkova do "Venice" (Benátek), části metropole zvané Newport v severní Americe. Hra se odehrává ve dvou paralelních světech, nazvaných Stark a Arcadia: Stark je Země zhruba v roce 2209, je technologicky vyspělý a řídí se zákony logiky a fyziky. Město Newport je jeho součástí. Naopak Arcadia se nachází na úrovni starověku, ale důležitou roli zde hraje magie.
Na začátku hry v Newportu trpí April nočními můrami, které se jí začnou zjevovat i v bdělém stavu. S pomocí záhadného cizince Corteze se dozví, že tyto sny znamenají, že se Strážcem, který dohlíží na Rovnováhu nad oběma světy, není něco v pořádku, a snaží se je ovládnout Chaos. April je Shifterem (Cestovatelem), který může přeskakovat z jednoho světa do druhého a musí znovu nastolit Rovnováhu.
Většinu z první třetiny hry stráví April ve Starku, kde se snaží získat co nejvíc informací o svém poslání a o tom, co se okolo ní děje. V druhé třetině se dostáváme do Arcadie, kde musí získat několik speciálních předmětů: čtyři artefakty, které byly rozdány čtyřem různým rasám, dvě dračí oči a hvězdnou mapu, podle které najde strážcovu dimenzi. V poslední třetině nejprve April zastaví Jacoba McAllena, hlavu církve Volteků, která ve Starku reprezentuje Chaos, a získá další dvě dračí oči. Poté odcestuje kolonizační lodí do vesmíru, aby podle hvězdné mapy našla strážcovu dimenzi. Zde musí splnit tři úkoly, než je vpuštěna do strážcovy věže. Spolu s ní se zde sejdou i Adrian, bývalý Strážce a Gordon Halloway, budoucí Strážce, který byl ovládnut Chaosem. April se podaří Hallowaye napravit, ten se ujímá funkce Strážce a Rovnováha je napravena. Epilog nicméně naznačuje, že příběh není u konce a nechává si tak dveře pro pokračování.

## Hra
Jedná se o klasickou point&click adventuru. Je rozdělena na třináct kapitol, ve kterých čeká hráče okolo 120 lokací, přes 60 "mluvících" charakterů a několik miniher. Pozadí lokací je ve 2D a neobsahují mnoho aktivních oblastí, takže se nekoná oblíbený i nenáviděný "pixel hunting". Všechny postavy jsou polygonové ve 3D, ale jejich pohyby občas působí trhaně a nepřirozeně. Posun děje a důležité momenty v příběhu hry doplňují krátká videa. Hra je proslulá svou "ukecaností", některé rozhovory jsou opravdu dlouhé, ale otázky a odpovědi přímý dopad na hru nemají. Některé postavy mluví hodně vulgárně, takže je hra zařazena do kategorie ELSPA 15+. Ovládání je na adventuru standardní, vítaným pomocníkem je rotace předmětů v inventáři pomocí kláves A a Z. Pokud jde předmět použít na jiný, rozbliká se. Menším zádrhelem může být zpočátku fakt, že jeden předmět funguje na druhý, ale obráceně to neplatí. Užitečným nástrojem je Aprilin deník, kam si hlavní postava zapisuje důležité informace a postřehy. Nejtěžším oříškem tak jsou minihry, které jsou celkem tři a jejichž řešení vyžaduje mnoho času, protože k nim není (až na poslední třetí) žádný tip ani nápověda.

## Hodnocení
- 90% - Bonusweb
- 88% SCORE 81- časopis Score
- 9,2 z 10 (05/2000) - časopis Level
- 9,5 z 10 - Doupě